# توماس أنتوني هاريس
توماس أنتوني هاريس (بالإنجليزية: Thomas Anthony Harris)‏ هو طبيب نفسي أمريكي، ولد في 18 أبريل 1910 في سان أنطونيو في الولايات المتحدة، وتوفي في 4 مايو 1995.